# Koumac
Koumac  (in kanak: Haïentòa) è un comune della Nuova Caledonia nella Provincia del Nord.
Nel 1977 da parte del suo territorio comunale è stato formato il nuovo comune di Poum.